# Península de Paraguaná
Paraguaná és una península a la costa de Veneçuela, al nord de l'Estat Falcón, al mar Carib. L'illa holandesa d'Aruba és a 27 km cap al nord, i la de Curaçao una mica més lluny cap a l'est. La península es troba unida al continent per l'istme de Médanos.
Com que és gairebé una illa, i per la seva proximitat a les Antilles Neerlandeses, Paraguaná sovint és considerada una més de les Islas de Barlovento, a les Petites Antilles.

## Geografia

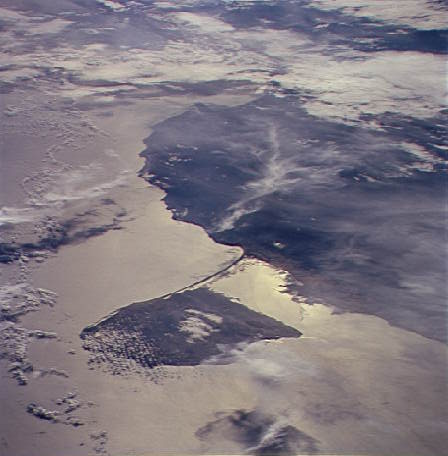
Imatge de satèl·lit de la península de Paraguaná (el nord és a baix a l'esquerra).

Gairebé tota la península és una zona xeròfila i àrida. Té una extensió territorial de 3.405 km² i una població de 345.704 habitants. La ciutat de Punto Fijo, a la costa oest, amb 277.017 habitants, és la ciutat més gran de l'Estat Falcón.
Tant l'istme com una part del Golfete de Coro integren el Parque Natural Médanos del Coro.

## Economia
Actualment hi ha a Paraguaná dues grans refineries de petroli que, en conjunt, constitueixen el tercer complex petrolier més gran del món, i on es refina la major part del petroli veneçolà.
Tot i que l'economia local està centrada en el petroli, el turisme es troba en expansió. La major part dels turistes són veneçolans, però molts procedeixen també dels altres països de la zona, com ara Colòmbia, Aruba, Bonaire, Curaçao i fins i tot alguns dels Estats Units, atrets per les platges. A més Paraguaná és una zona de lliure comerç, on s'han instal·lat nombroses botigues lliures d'impostos, principalment per iniciativa de comerciants àrabs, en dos grans centres comercials.
El principal aeroport de la península és l'Aeroport Internacional "Josefa Camejo", a Punto Fijo.